# Myrmeleon (Myrmeleon) trifasciatus
Myrmeleon (Myrmeleon) trifasciatus is een insect uit de familie van de mierenleeuwen (Myrmeleontidae), die tot de orde netvleugeligen (Neuroptera) behoort. 
Myrmeleon (Myrmeleon) trifasciatus is voor het eerst wetenschappelijk beschreven door Navás in 1923.